# Frank Löffler
Frank Löffler (* 9. August 1980 in Immenstadt im Allgäu) ist ein ehemaliger deutscher Skispringer.

## Werdegang
Frank Löffler, Enkel des deutschen Skispringers Sepp Weiler, begann bereits frühzeitig mit Skilaufen und Skispringen. Er hatte in der Saison 1998/99 seinen ersten Einsatz im Weltcup und galt als eines der größten Talente. Bei der deutschen Meisterschaft 2002 in Winterberg wurde Löffler deutscher Meister auf der Normalschanze.
Zu Beginn der Saison 2003/04 übte Löffler gemeinsam mit seinem Teamkollegen Michael Möllinger Kritik an den Hungermethoden des damaligen Bundestrainers Wolfgang Steiert. Die Spitze des DSV warf Löffler daraufhin mangelnde Eignung als Leistungssportler vor. Obwohl der DSV nach einer Aussprache Löffler eine Rückkehr ins Team anbot, beendete dieser 2004 seine Karriere. Löffler kam in seiner Laufbahn auf 49 Weltcup-Starts.
Nach dem abrupten Ende im Sport wurde Löffler Geschäftsführer der Firma Nordic Emotions, organisiert Sportveranstaltungen, bietet auch Skisprungkurse an und unterstützt junge Sportler. Hin und wieder hat er noch bei Skispringen im Bayerischen zugeschaut. Mit den damaligen Trainern oder Leitungskadern wie Wolfgang Steiert oder Rudi Tusch hat er sich versöhnt. Löffler engagiert sich durch Aktivitäten für den Breitensport, beispielsweise ist vorgesehen, mittels Hüpfburgen oder Kleinst-Sprungschanzen noch mehr Jugendliche an diesen Wintersport heranzuführen.

## Erfolge im Weltcup
| Saison  | Platz | Punkte |
| ------- | ----- | ------ |
| 1998/99 | 87.   | 007    |
| 1999/00 | 31.   | 193    |
| 2000/01 | 23.   | 180    |
| 2001/02 | 71.   | 008    |